# Tapuri
 (juin 2022).
La mise en forme du texte ne suit pas les recommandations de Wikipédia : il faut le « wikifier ».
Les points d'amélioration suivants sont les cas les plus fréquents :
- Les titres sont pré-formatés par le logiciel. Ils ne sont ni en capitales, ni en gras.
- Le texte ne doit pas être écrit en capitales (les noms de famille non plus), ni en gras, ni en italique, ni en « petit »…
- Le gras n'est utilisé que pour surligner le titre de l'article dans l'introduction, une seule fois.
- L'italique est rarement utilisé : mots en langue étrangère, titres d'œuvres, noms de bateaux, etc.
- Les citations ne sont pas en italique mais en corps de texte normal. Elles sont entourées par des guillemets français : « et ».
- Les listes à puces sont à éviter, des paragraphes rédigés étant largement préférés. Les tableaux sont à réserver à la présentation de données structurées (résultats, etc.).
- Les appels de note de bas de page (petits chiffres en exposant, introduits par l'outil «  Source ») sont à placer entre la fin de phrase et le point final[comme ça].
- Les liens internes (vers d'autres articles de Wikipédia) sont à choisir avec parcimonie. Créez des liens vers des articles approfondissant le sujet. Les termes génériques sans rapport avec le sujet sont à éviter, ainsi que les répétitions de liens vers un même terme.
- Les liens externes sont à placer uniquement dans une section « Liens externes », à la fin de l'article. Ces liens sont à choisir avec parcimonie suivant les règles définies. Si un lien sert de source à l'article, son insertion dans le texte est à faire par les notes de bas de page.
- La présentation des références doit suivre les conventions bibliographiques. Il est recommandé d'utiliser les modèles {{Ouvrage}}, {{Chapitre}}, {{Article}}, {{Lien web}} et/ou {{Bibliographie}}. Le mode d'édition visuel peut mettre en forme automatiquement les références.
- Insérer une infobox (cadre d'informations à droite) n'est pas obligatoire pour parachever la mise en page.

Pour une aide détaillée, merci de consulter Aide:Wikification.
Si vous pensez que ces points ont été résolus, vous pouvez retirer ce bandeau et améliorer la mise en forme d'un autre article.

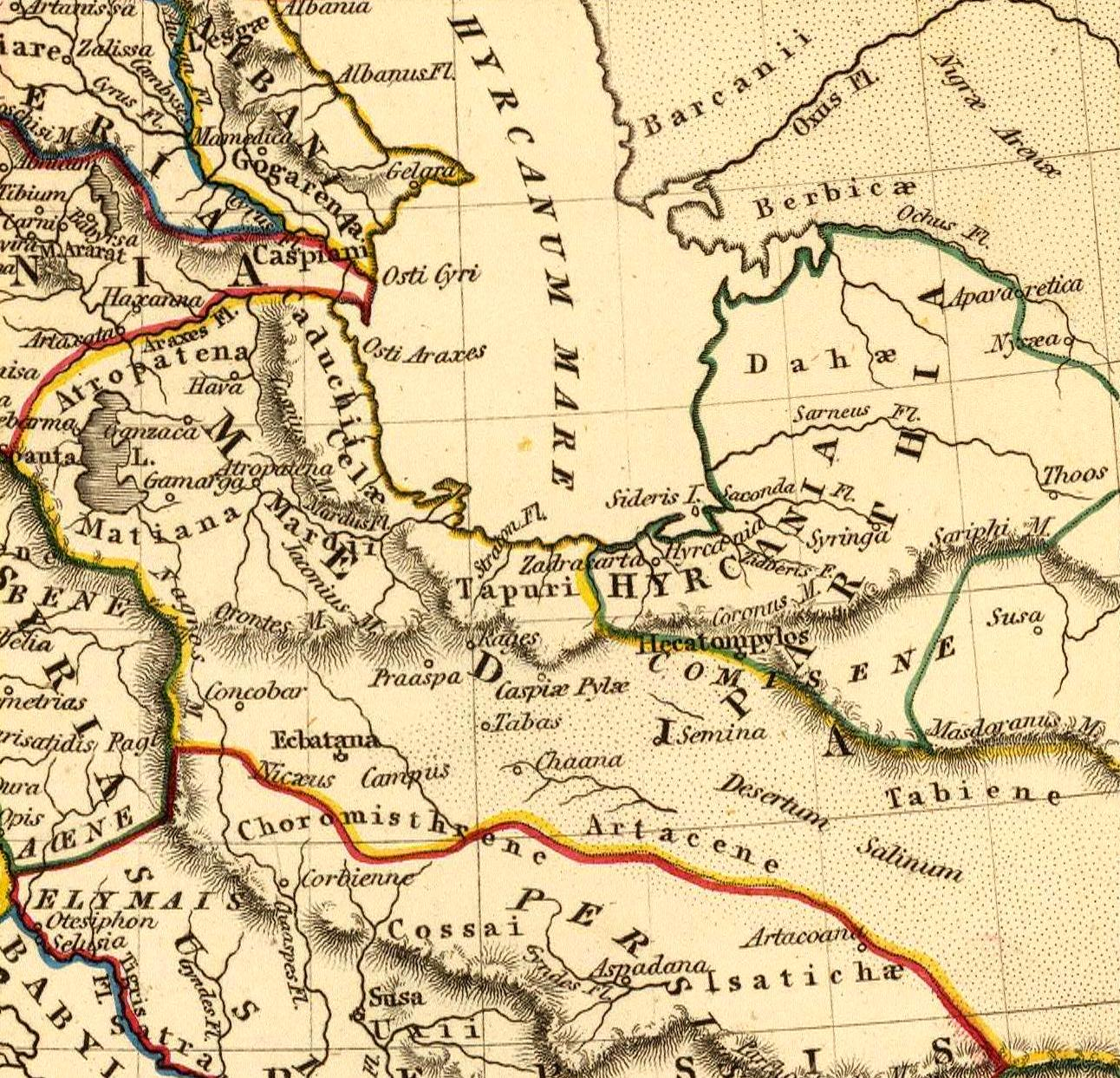
Localisation de Tapuri, entre Amardus et Hyrcania

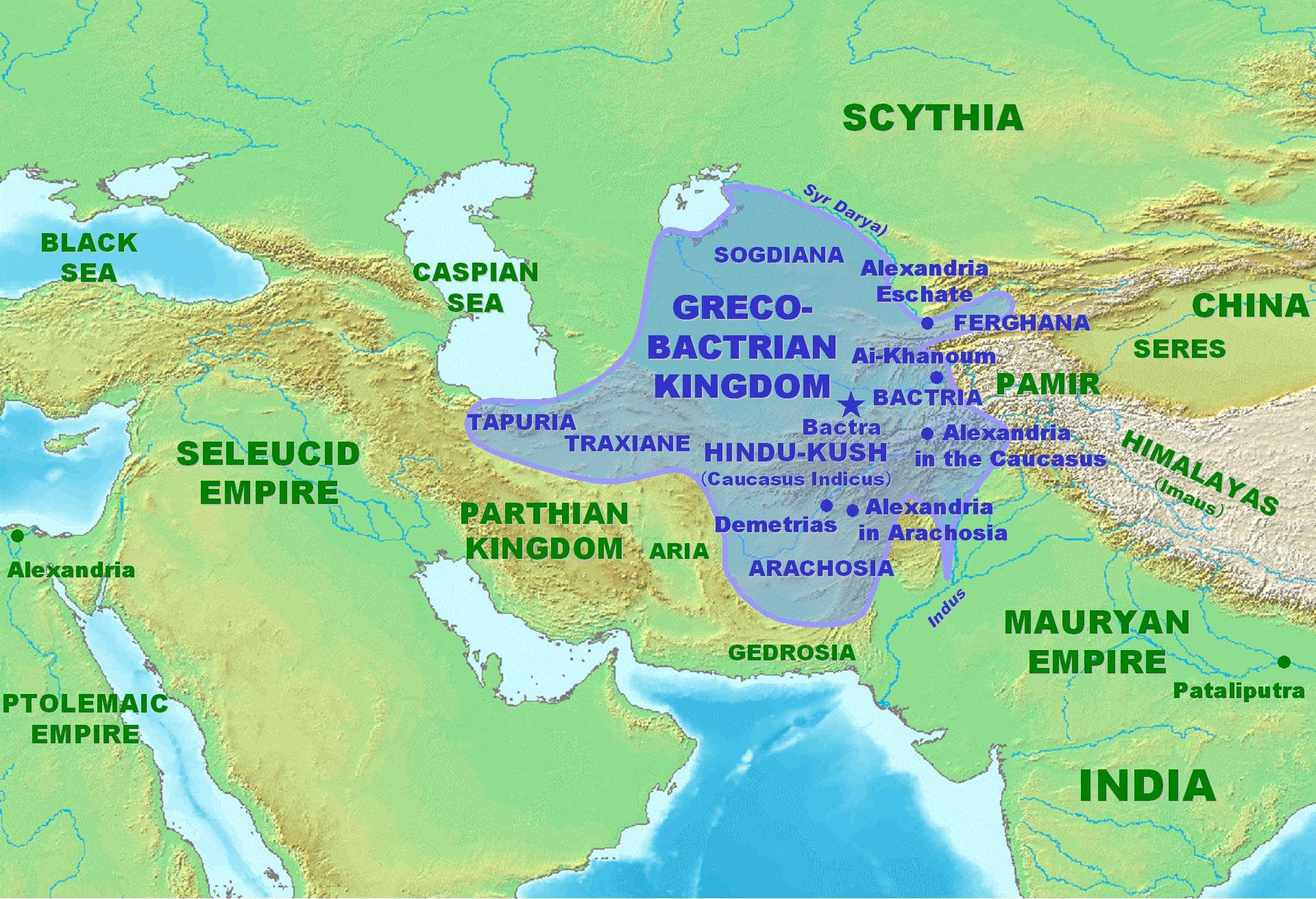
Carte du royaume gréco-bactrien avec Tapuria clairement située sur la rive sud de la mer Caspienne

Tapuri ou Tapyri  étaient une tribu des Mèdes au sud de la mer Caspienne mentionnée par Ptolémée et Arrien. Ctesias fait référence au pays de Tapuri entre les deux terres de Cadusii et Hyrcania.

## Caractéristiques
Le nom et les habitations probables des Tapuri semblent, à différentes périodes de l'histoire, s'être étendus le long d'un vaste espace de pays depuis l'Arménie jusqu'à la rive orientale de l'Oxus. Strabon les place le long des portes de la Caspienne et de Hagarde, en Parthie  ou entre les Derbices et Hyrcani  ou en compagnie des Amardi et d'autres peuples le long des rives sud de la Caspienne ;  dans laquelle dernière vue Curtius, Dionysies et Pline peuvent être considérés comme coïncidant. Ptolémée en un endroit les compte parmi les tribus de Médie, et en un autre les attribue à Margiana. Leur nom est écrit avec quelques différences chez différents auteurs; ainsi Τάπουροι et Τάπυροι apparaissent dans Strabon ; Tapuri dans Pline et Curtius ; Τάπυρροι dans Steph. B. sub voce Il ne fait aucun doute que l'actuel quartier de Tabarestan tire son nom d'eux. Aelian donne une description particulière des Tapuri qui habitaient en Médie.
Ptolémée fait référence à deux tribus différentes avec des noms similaires. La première tribu, appelée Tapuri, vivait dans les Mèdes au sud de la mer Caspienne. La deuxième tribu, appelée les Tapurei, vivait au pays des Scythes. Selon l' Encyclopaedia Iranica, l'origine des Tapurei a atteint les montagnes du pays d'Hyrcanie.
Ce clan Tapuri a fourni 1 000 cavaliers pour la bataille de Gaugamela en tant qu'armée de l'empire achéménide.
Selon Arrien, un groupe de Tapurs a vécu parmi les Hyrcaniens et les Amards pendant les périodes achéménide et alexandrine . Alexandre a obéi aux Tapurs et est allé au combat avec Amard et les a vaincus. Alexandre annexa alors la terre d'Amard à la terre de Tapur. Satrap Tapur était sous le règne d'Autophradates.